# Venezuela en los Juegos Paralímpicos de Pekín 2008
Venezuela estuvo representada en los Juegos Paralímpicos de Pekín 2008 por un total de 27 deportistas, 19 hombres y ocho mujeres.

## Medallistas
El equipo paralímpico venezolano obtuvo las siguientes medallas:
| Nombre                                                    | Deporte   | Evento                     |
| --------------------------------------------------------- | --------- | -------------------------- |
| Oro                                                       |           |                            |
| Naomi Soazo                                               | Yudo      | –63 kg femenino            |
| Plata                                                     |           |                            |
| Odúver Daza Fernando Ferrer Ricardo Santana Yoldani Silva | Atletismo | 4 × 100 m T11-13 masculino |
| Bronce                                                    |           |                            |
| Samuel Colmenares                                         | Atletismo | 400 m T46 masculino        |
| Reinaldo Carvallo                                         | Yudo      | –81 kg masculino           |